# Béla-Szőkefalvi-Nagy-Medaille
Das Bolyai-Institut der Universität der Wissenschaften Szeged vergibt in Erinnerung an Béla Szőkefalvi-Nagy seit dem Jahr 2000 die Béla-Szőkefalvi-Nagy-Medaille für herausragende Arbeiten, die in Acta Scientiarum Mathematicarum veröffentlicht wurden. Szőkefalvi-Nagy war von 1946 bis 1981 Hauptherausgeber der Acta Scientiarum Mathematicarum. Seine Tochter Erzsébet Szőkefalvi-Nagy stiftete die Medaille 1999.
Die Medaille ist aus Silber und hat einen Durchmesser von 42,5 Millimetern. Sie trägt auf der Vorderseite ein Porträt von Béla Szőkefalvi-Nagy und auf der Rückseite den Namen des Preisträgers, umrahmt vom Schriftzug ‚Acta Scientiarum Mathematicarum‘.

## Preisträger
- 2000 Ciprian Foias
- 2001 Karoly Tandori
- 2002 László Leindler
- 2003 George Grätzer
- 2004 Ferenc Móricz
- 2005 Tsuyoshi Ando
- 2006 Béla Csákány
- 2007 Hari Bercovici
- 2008 E. Tamás Schmidt
- 2009 Heinz Langer
- 2010 Pierre Antoine Grillet
- 2011 László Zsidó
- 2012 László Kérchy
- 2013 Vladimir Müller
- 2014 Zoltán Sebestyén
- 2015 Pei Yuan Wu
- 2016 Gábor Czédli
- 2017 László Lovász
- 2018 Peter Šemrl
- 2019 László Hatvani
- 2020 Franciszek Hugon Szafraniec
- 2021 László Stachó
- 2022 Zsolt Páles
- 2023 Albrecht Böttcher
- 2024 Javad Mashreghi[1]